# Anderson Howell Walters

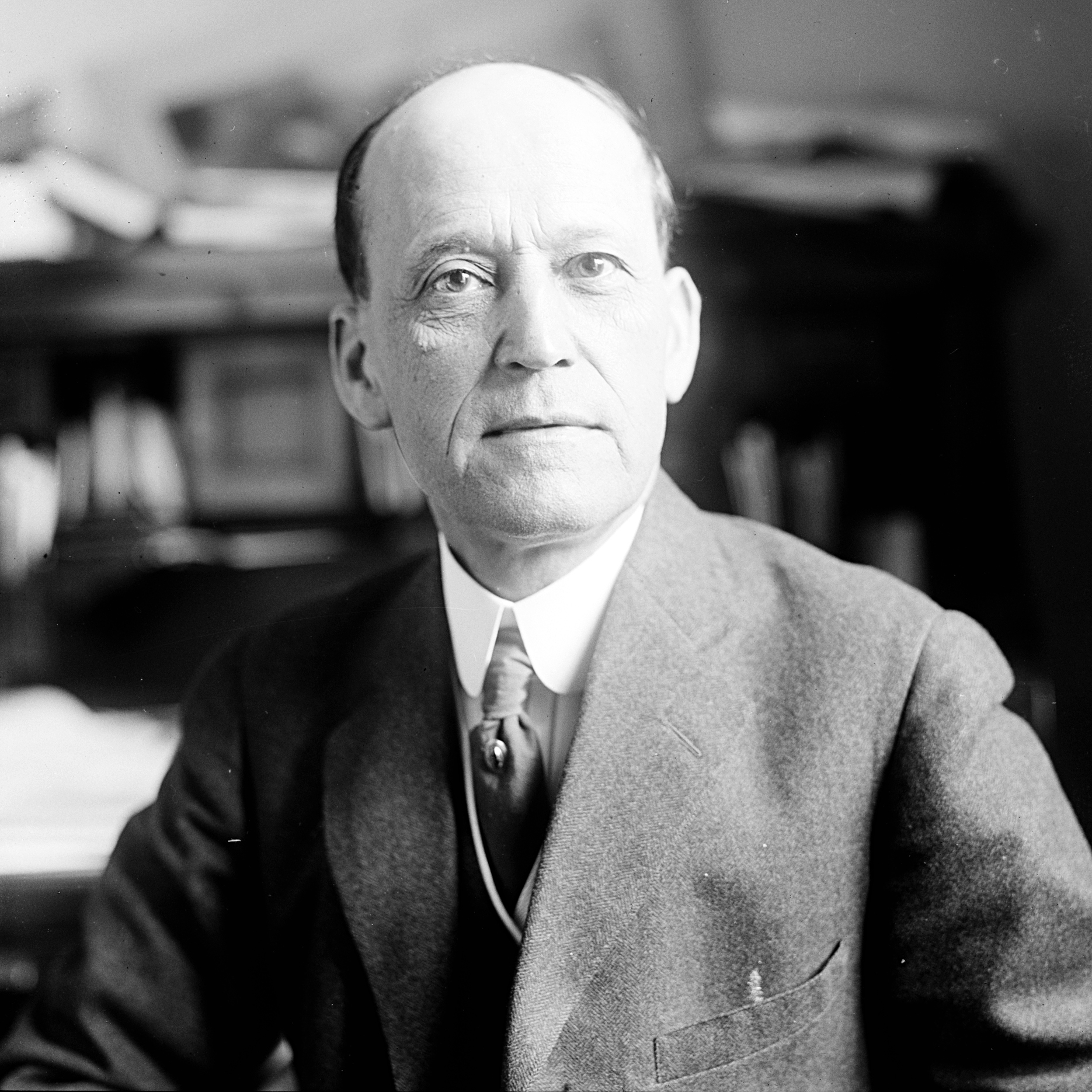
Anderson Howell Walters (1921)

Anderson Howell Walters (* 18. Mai 1862 in Johnstown, Cambria County, Pennsylvania; † 7. Dezember 1927 ebenda) war ein US-amerikanischer Politiker. Zwischen 1913 und 1927 vertrat er mehrfach den Bundesstaat Pennsylvania im US-Repräsentantenhaus.

## Werdegang
Anderson Walters besuchte die öffentlichen Schulen seiner Heimat. 1878 absolvierte er die Johnstown High School. In den Jahren 1878 bis 1880 war er als Telegraphist und Angestellter für die Pennsylvania Railroad tätig. Ab 1881 arbeitete er für die Firmen Johnstown Water Co. und Johnstown Gas Co. Bis zu seinem Ausscheiden aus deren Diensten im Jahr 1902 hatte er es zum General Manager gebracht. Gleichzeitig schlug er als Mitglied der Republikanischen Partei eine politische Laufbahn ein. In den Jahren 1890, 1892, 1898 und 1904 nahm er als Delegierter an deren regionalen Parteitagen in Pennsylvania teil. Im Juni 1896 war er ebenfalls Delegierter zur Republican National Convention in St. Louis, auf der William McKinley als Präsidentschaftskandidat nominiert wurde. Walters war zwischen 1896 und 1899 auch lokaler republikanischer Parteivorsitzender in seiner Heimatstadt Johnstown. Von 1898 bis 1902 saß er im Staatsvorstand seiner Partei. Außerdem war er von 1900 bis 1904 Mitglied des Stadtrates von Johnstown. Von 1902 bis zu seinem Tod fungierte er auch als Herausgeber der Zeitung Johnstown Tribune. Im Jahr 1907 wurde er Mitglied im Aufsichtsrat der Johnstown Savings Bank.
Bei den Kongresswahlen des Jahres 1912 wurde Walters im staatsweiten 33. Wahlbezirk von Pennsylvania in das US-Repräsentantenhaus in Washington, D.C. gewählt, wo er am 4. März 1913 sein neues Mandat antrat. Da er im Jahr 1914 auf eine weitere Kandidatur verzichtete, konnte er bis zum 3. März 1915 zunächst nur eine Legislaturperiode im Kongress absolvieren. Bei den Wahlen des Jahres 1918 wurde er erneut im staatsweiten Bezirk in den Kongress gewählt, wo er nach einer Wiederwahl zwischen dem 4. März 1919 und dem 3. März 1923 zwei weitere Amtszeiten verbringen konnte. Während dieser Zeit war er Vorsitzender des Ausschusses zur Kontrolle der Ausgaben des Arbeitsministeriums. Außerdem wurden der 18. und der 19. Verfassungszusatz ratifiziert.
Im Jahr 1922 verzichtete Walters auf eine mögliche Wiederwahl. Bei den Kongresswahlen des Jahres 1924 wurde er dann ein letztes Mal in den Kongress gewählt. Am 4. März 1925 übernahm er das 20. Abgeordnetenmandat seines Staates von George M. Wertz. Bis zum 3. März 1927 absolvierte er eine weitere Legislaturperiode im US-Repräsentantenhaus. 1926 trat er nicht mehr zur Wiederwahl an. Er starb am 7. Dezember 1927 in Johnstown, wo er auch beigesetzt wurde.